# Sistema de informação logística
Sistema de informação logística é uma ferramenta que interliga as actividades logísticas num processo integrado. Este processo integrado é constituído por quatro níveis de funcionalidade: transações, controle de gestão, análise de decisão e planeamento estratégico (Bowersox et al., 1996, p. 194).

## Funcionalidade da informação e princípios
Desde a sua criação, a logística foca-se na eficiência do fluxo de bens ao longo dos canais de distribuição. O fluxo de informação era, muitas vezes, menosprezado, porque nem sempre foi visto como de vital importância para o cliente. Para além disso, a velocidade das trocas de informação era limitada à velocidade de circulação do papel.
A informação exacta e atempada, é vista como sendo de importância crítica para o projecto de sistemas logísticos por três razões (Bowersox et al., 1996, p. 186):
- os clientes têm necessidade de observar informações sobre o estado da encomenda, disponibilidade do produto, tempo de entrega e facturação, sendo como tal, estes elementos necessários de um conglomerado total do serviço prestado;
- com o objectivo de se reduzir os stocks ao longo da cadeia de abastecimento, os gestores aperceberam-se que a informação pode ser eficiente na redução dos mesmos e das necessidades de mão-de-obra;
- a informação aumenta a flexibilidade em relação ao como, quando e onde devem os recursos ser aplicados para ganhar vantagem estratégica.

### Funcionalidade da informação
Como dito anteriormente, os sistemas logísticos constituem processos integrados constituidos por 4 níveis de funcionalidade: Transacção, controlo de gestão, analise de decisão e planeamento estratégico, podendo ser por vezes representados graficamente em forma de pirâmide. O nível mais básico, a transacção, inicia e regista actividades logísticas individuais, tais como entrada de encomendas, selecção de encomendas, envio de encomendas, preços, facturação e inquéritos de clientes. O segundo nível, controlo de gestão, foca-se nos relatórios e medições de índices de desempenho. Estes índices de desempenho são necessários para poder fornecer à gestão um feedback sobre os níveis de serviço e utilização de recursos. O terceiro nível, análise de decisão, foca-se na decisão de aplicações para assistir os gestores a identificar, avaliar e comparar estratégias logísticas e alternativas tácticas. O quarto e o último nível, planejamento estratégico, tem como objectivo o suporte de informação ao desenvolvimento e melhoramento de estratégias logísticas (Bowersox et al., 1996, p. 187-188)

### Princípios
Os sistemas de informação logística têm que incorporar seis princípios/características de modo a serem capazes de cumprir as necessidades de informação dos gestores e suportar adequadamente o planejamento e operação da empresa (Bowersox et al., 1996, p. 190-192):

#### Disponibilidade
Primeiro que tudo, a informação logística tem que estar disponível de uma forma consistente. A rapidez de disponibilidade é necessária para conseguir responder às necessidades dos clientes e à gestão de decisões. Esta rapidez é critica pois, os clientes necessitam frequentemente de aceder ao nível de stock e ao estado das encomendas.
A descentralização das operações logísticas exige que a informação esteja disponível e possa ser actualizada em qualquer lugar num país, ou mesmo no mundo. Desta forma, a disponibilidade da informação pode contribuir para a redução da incerteza dos tempos de planeamento e operação.

#### Rigor
A informação logística deve ser rigorosa de modo a poder refletir tanto o estado atual como o periódico das actividades de forma a refletir tanto as encomendas dos clientes como o nível dos stocks. O rigor é definido como a relação entre a informação registada pelo sistema de informação logística e os níveis ou estados físicos atuais.

#### Oportuno
Existem momento certos em que a informação é necessária, e como tal a informação logística tem que ser disposta oportunamente de modo a fornecer um feedback útil à rápida gestão. Considera-se como momento oportuno, o atraso entre a ocorrência da actividade e a disponibilidade da informação no sistema logístico.

#### Excepção
Estes sistemas de informação tem que ser baseados em excepções de modo a conseguirem enfatizar problemas e oportunidades. As operações logísticas incluem frequentemente um largo número de clientes, produtos, fornecedores e fornecedores de serviços.

#### Flexibilidade
Têm de ser flexíveis de modo a conterem capacidade para cumprir as necessidades tanto dos utilizadores do sistema como dos clientes. Os sistemas de informação logística têm que ser capazes de fornecer informação à medida das necessidades de clientes específicos.

#### Formato apropriado
Estes sistemas têm que ter o formato apropriado, pois têm que fornecer relatórios logísticos com uma disposição que seja perceptível, contendo a informação, estrutura e sequência correcta.

## Arquitectura da informação
Os sistemas de informação logística combinam com um nexo de logística software e hardware para gerir, controlar e medir as actividades logísticas. O hardware incluí computadores, dispositivos de input/output e multimédia. O software incluí sistemas operativos e aplicações utilizados no processamento de transacções, controlo de gestão, análise de decisão e planeamento estratégico. Este tipo de arquitectura inclui a informação base para manter o armazenamento dos dados e a execução de componentes. A informação base contêm ordens de compra, estado dos stocks e encomendas dos clientes. O armazenamento de dados contém informação relativa a actividades passadas e o seu estado corrente e bases para planeamentos futuros (Bowersox et al., 1996, p. 194).

## Reengenharia de processos e sistemas de informação logística
Nos dias de hoje muitas empresas estão a rever a forma como processam os seus negócios de modo a conseguirem manter-se competitivas. A reengenharia dos processos de negócio é um termo entre muitos outros utilizados actualmente, que serve para descrever o processo de modificação do método em que uma empresa opera. À medida que uma empresa realiza certas mudanças, os sistemas de negócio têm que mudar e desenvolver-se de modo a suportar as novas formas de negócio. Os sistemas de informação logística têm vindo a ser utilizados para ajudar ao suporte de novos processos e estratégias de um ambiente cada vez mais concorrencial (Robeson et al., 1994, p. 727-728).